# Анауская культура
Культура Анау — культура древней земледельческой цивилизацией Центральной Азии, сосредоточенной в южном Туркменистане, на территории Анау (посему и получила своё название). Ее возникновение происходило в период энеолита около 4000 года до нашей эры, следуя за неолитической джейтунской культурой. Современницей данной культуры считают культуру Намазга.

## Описание
Заселение Анау началось около 4500 года до нашей эры в период неолита до начала использования меди.
Имеется два кургана, северный и южный. Первые археологические исследования начались в 1890 году под руководством американского археолога Рафаэля Пампелли и российских Марущенко и Курбансохатова. Благодаря нижним слоям северного кургана в Анау можно найти доказательства перехода от неолита к энеолиту на территории Анау, которую многие характеризуют Анау IA. Сам же северный курган имеет остатки энеолита и бронзового века. На его территории были найдены некоторые медные предметы, а также импортный лазурит. В то же время южный курган имеет останки железного века.
В дальнейшем стали проводиться в Монджукли Депе, где были найдены элементы культуры Анау, благодаря которым была составлена хронология данной культуры.
Хотя между керамикой культуры Анау IA и джейтунской культуры есть некоторое сходство, в то же время имеется и ряд различий. В керамике джейтунской культуры чаще всего использовалась растительная закалка, тогда как керамика культуры Анау IA закалялась с большим количеством песка и кусочками другой керамики. Схожая с керамикой культуры Анау IA была найдена на Иранском плато, расположенном на северо-востоке Ирана и на юге Туркменистана, а также в провинции Семнан в Иране.
За Анау IA последовал ранний халколитический период Анау IB. Он был также параллелен периоду Намазга I, во время которого началось заселение Намазга-Тепе.
На территории раскопок была найдена загадочная печать-штамп, которую можно охарактеризовать как первое свидетельство существования коренного письменного языка на территории Анау. Находка датируется примерно 2300 года до нашей эры. Печати бронзового века из Алтын-Депе дают некоторые параллели с печатью Анау. Две похожие по размеру печати-штампа были найдены в Алтын-Депе, они также имели сходство с печатями из Тепе-Гиссар и Тепе-Сиалк в Иране, где они восходят к 5-му тысячелетию до нашей эры. Некоторые исследователи также отмечают параллель с китайскими печатями.
Наступает момент, когда почти линейному развитию, по словам В. М. Массона, от архаики к сложному обществу в подгорной полосе Копетдага приходит конец. Однако же, оставление таких крупных поселений, как Алтын-депе, по его мнению, не было катастрофическим: его обитатели под влиянием аридизации климата организованно двинулись к древней дельте Мургаба, чтобы там основать поселения, сходные со своими.